# Sala Bolognese
Sala Bolognese ist eine italienische Gemeinde (comune) mit 8413 Einwohnern (Stand 31. Dezember 2023) in der Metropolitanstadt Bologna in der Emilia-Romagna. Die Gemeinde liegt etwa 14 Kilometer nordwestlich von Bologna. Der Verwaltungssitz der Gemeinde befindet sich im Ortsteil Padulle.

## Geschichte
Die romanische Basilika (Pieve) St. Maria Verkündigung und St. Blasius (ital. Santa Maria Annunziata e San Biagio) im Ortsteil Sala wird auf das Jahr 1096 datiert und ist nach der Verkündigung des Herrn und dem heiligen Blasius von Sebaste benannt.

## Bilder

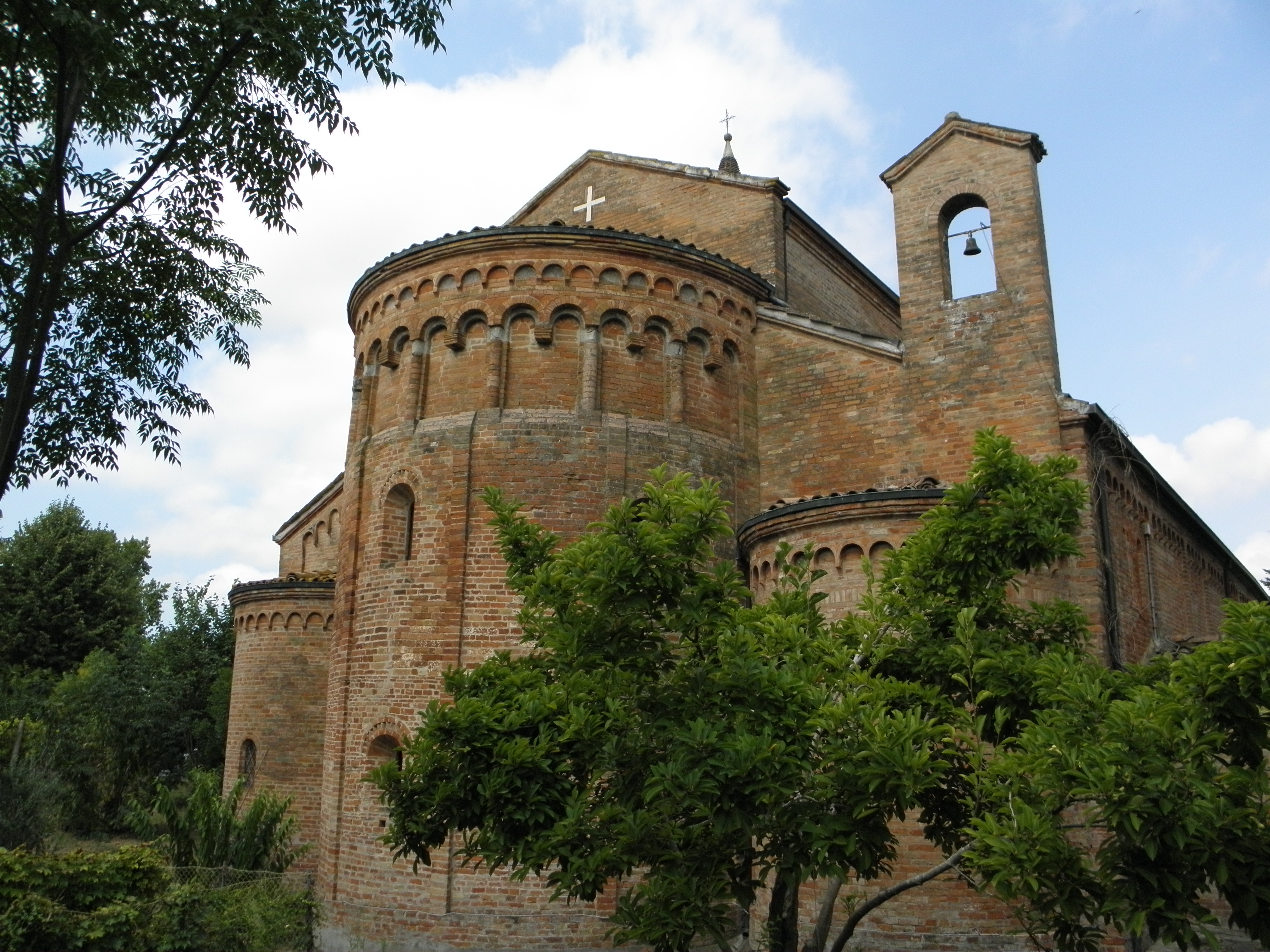
Basilika St. Maria Verkündigung und St. Blasius in Sala
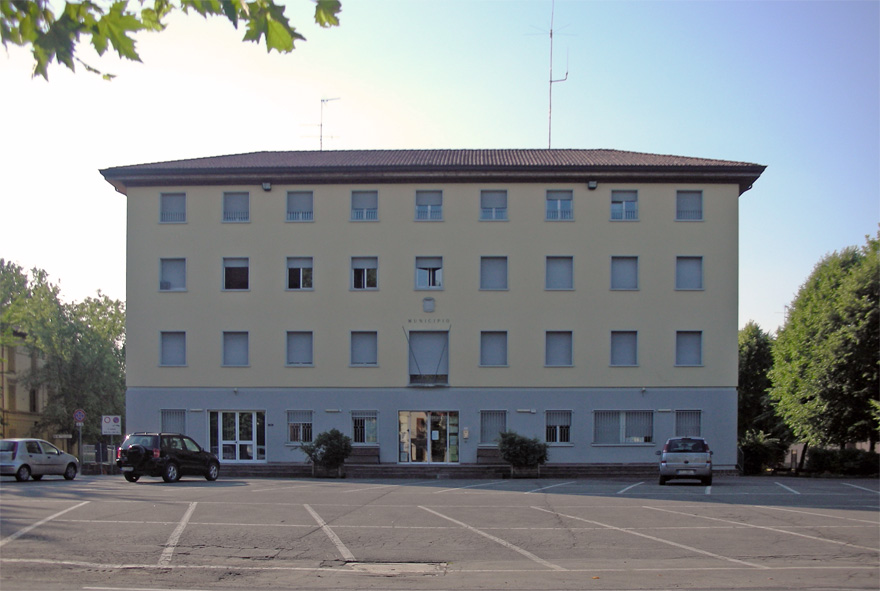
Rathaus in Padulle
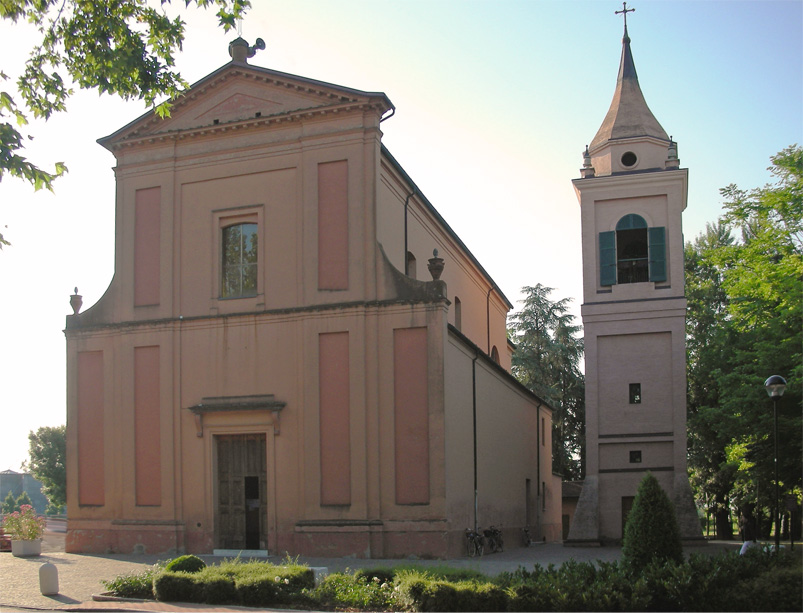
Kirche St. Maria Assunta in Padulle
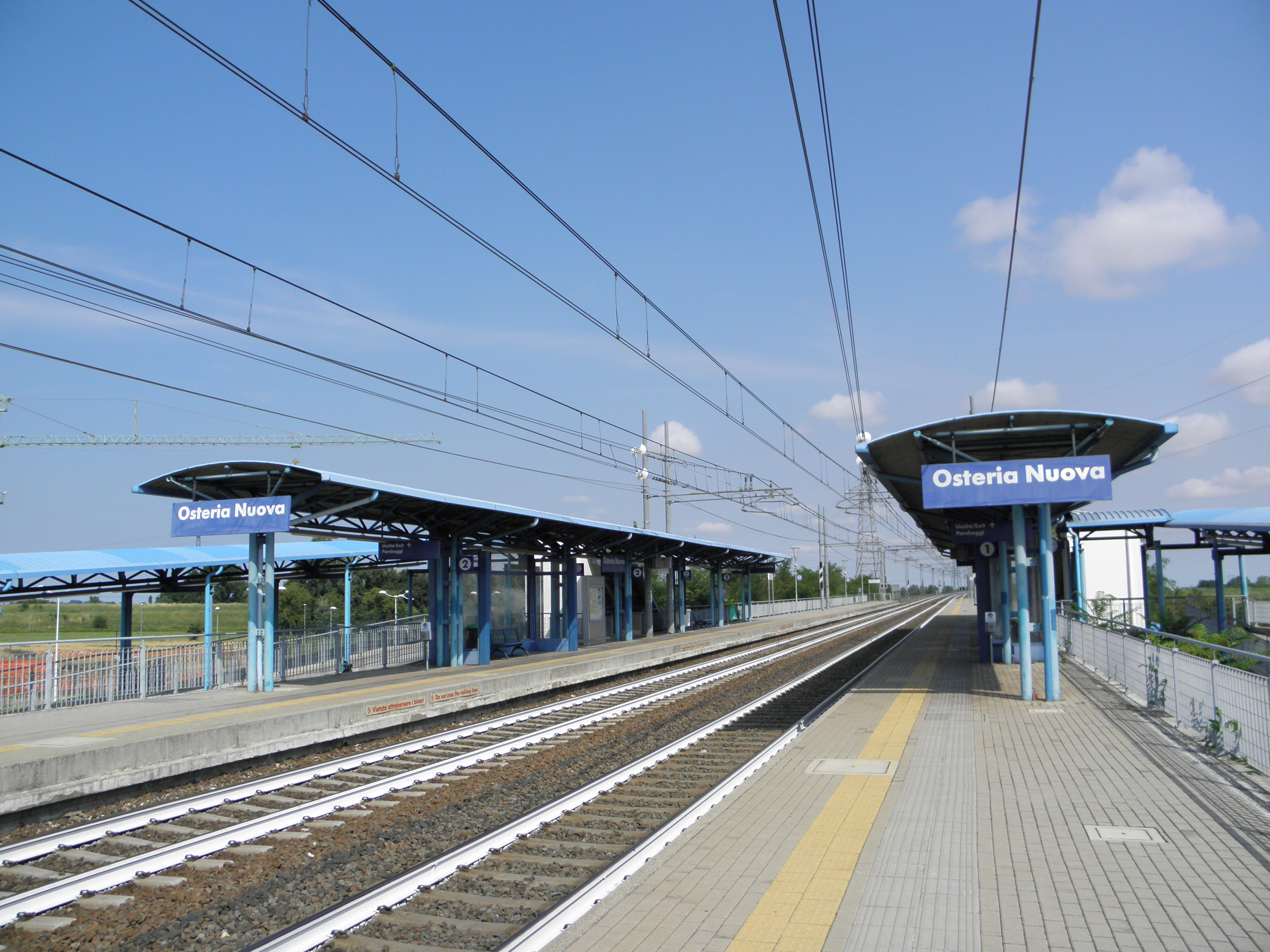
Bahnhof Osteria Nuova

## Persönlichkeiten
- Mauro Zani (* 1949), Politiker, Abgeordneter des Europaparlamentes